# فيكتور يوريفج ندوباس
فيكتور يوريفج ندوباس (بالأوكرانية: Віктор Юрійович Недопас), دبلوماسي أوكراني, وسفير مفوض فوق العادة لدى جمهورية العراق منذ عام 2017 حتى 6 أبريل 2021

## التعليم
- بكالوريوس من جامعة كييف التقنية الوطنية 1985
- كلية الدراسات العليا العسكرية كاليفورنيا 1998
- الماجستير في العلاقات الدولية من الأكاديمية الدبلوماسية في أوكرانيا 2003

## المسيرة المهنية
- السكرتير الأول لسفارة أوكرانيا في الولايات المتحدة من 1999 إلى 2002
- من عام 2006 إلى عام 2008 - نائب مدير إدارة الناتو بوزارة الخارجية الأوكرانية.
- من 2009 إلى 2013- سفير مفوض فوق العادة لأوكرانيا لدى جمهورية صربيا
- سفير مفوض فوق العادة لاوكرانيا لدى العراق من 2017 بالمرسوم رقم 40/2017 [3] حتى 6 أبريل 2021[1] بالمرسوم 144/2021

## روابط خارجية
- السفارة الأوكرانية في العراق
- وزارة الخارجية الأوكرانية